# Taapuna Master
La Taapuna Master est une compétition de surf organisée en Polynésie française, sur l'île de Tahiti. Deux sites sont occupés pour son organisation : Orohiti en bord de mer et la passe de Taapuna, située face à la mairie de Punaauia, pour les épreuves. Elle a lieu au mois de septembre et est ouverte à tout le monde. Elle se déroule en deux étapes : une première pour les juniors, puis une seconde pour les professionnels et amateurs.